# 배상도 (1940년)
배상도(1940년 7월 22일 ~ )는 대한민국의 정치인이다. 제13대 부산 북구청장을 역임했다. 

## 학력
- 구포국민학교 (졸업)
- 부산중학교 (졸업)
- 부산고등학교 (졸업)
- 부산대학교 약학과 (학사 / 졸업)

## 역대 선거 결과
|  | 42.1% |

|  | 0% |

|  | 70.60% |

|  | 66.65% |